# Nizozemská ženská hokejová reprezentace
Nizozemská ženská hokejová reprezentace je výběrem nejlepších nizozemských hráček ledního hokeje. Od roku 1999 se účastní mistrovství světa žen.

## Mezinárodní soutěže

### Olympijské hry
Nizozemsko na ženských turnajích v ledním hokeji na zimních olympijských hrách nikdy nestartovalo. Jedenkrát bylo vyřazeno v předkvalifikaci.
| MS                                    | Místo konání              | U   | Q  |
| ------------------------------------- | ------------------------- | --- | -- |
| 2014 (předkvalifikace)                | Čína (Šanghaj)            | 19. | 4. |
| 2018 (kvalifikace do předkvalifikace) | Španělsko (San Sebastián) | 21. | 2. |

### Mistrovství světa
Na mistrovství světa startovalo Nizozemsko vždy od roku 1999, kdy bylo zrušeno mistrovství Evropy a byly ustanoveny nižší skupiny a divize mistrovství světa. Převážně hrálo ve 2. divizi, která byla posléze přejmenovaná na divizi IB.
| MS   | Místo konání                            | U   | D   | UD |
| ---- | --------------------------------------- | --- | --- | -- |
| 1999 | Francie (Colmar)                        | 16. | B   | 8. |
| 2000 | Maďarsko (Székesfehérvár)               | 21. | C   | 5. |
| 2001 | Rumunsko (Bukurešť)                     | 18. | C   | 2. |
| 2003 | Itálie (Lecco)                          | 19. | C   | 5. |
| 2004 | Itálie (Sterzing)                       | 19. | C   | 4. |
| 2005 | Itálie (Asiago)                         | 20. | C   | 6. |
| 2007 | Severní Korea (Pchjongjang)             | 20. | C   | 5. |
| 2008 | Finsko (Vierumäki)                      | 20. | C   | 5. |
| 2009 | Itálie (Torre Pellice)                  | 21. | C   | 6. |
| 2011 | Austrálie (Newcastle)                   | 20. | D   | 1. |
| 2012 | Spojené království (Kingston upon Hull) | 19. | IB  | 5. |
| 2013 | Francie (Štrasburg)                     | 16. | IB  | 2. |
| 2014 | Lotyšsko (Ventspils)                    | 18. | IB  | 4. |
| 2015 | Čína (Peking)                           | 16. | IB  | 2. |
| 2016 | Itálie (Asiago)                         | 20. | IB  | 6. |
| 2017 | Jižní Korea (Kangnung)                  | 22. | IIA | 2. |
| 2018 | Slovinsko (Bled)                        | 23. | IIA | 1. |
| 2019 | Čína (Peking)                           | 17. | IB  | 1. |
| 2022 | Francie (Angers)                        | 15. | IA  | 5. |
| 2023 | Čína (Šen-čen)                          |     | IA  |    |

### Mistrovství Evropy
Na mistrovství Evropy startovalo Nizozemsko čtyřikrát od roku 1989. Chybělo jen na třetím ročníku.
| MS   | Místo konání                            | U   | D | UD |
| ---- | --------------------------------------- | --- | - | -- |
| 1989 | Západní Německo (Ratingen, Düsseldorf)  | 8.  | A | —  |
| 1991 | Československo (Havířov, Frýdek-Místek) | 10. | A | —  |
| 1995 | Dánsko (Esbjerg)                        | 11. | B | 5. |
| 1996 | Slovensko (Trnava, Piešťany)            | 12. | B | 6. |